# Paul Verlaine
Paul Verlaine (Metz, 30 de març del 1844 - París, 8 de gener del 1896) fou un poeta francès.

## Biografia
La família Verlaine pertanyia a la petita burgesia: el seu pare, com el d'Arthur Rimbaud, era capità de l'exèrcit. Va estudiar a París i, després, va treballar a l'Ajuntament de la capital francesa. Freqüentava cafès i salons literaris parisencs fins que, el 1866, va col·laborar en el primer Parnasse contemporain i va publicar els seus Poèmes saturniens. En aquesta obra, s'hi perceben influències de Baudelaire, mal que ja s'hi anuncia l'«esforç vers l'Expressió, vers la Sensació reproduïda» (com afirmava en una carta a Stéphane Mallarmé el 22 de novembre del 1866) que caracteritza els millors versos de l'autor. L'any 1869, Fêtes galantes, fantasies que evoquen el segle xviii d'Antoine Watteau, confirmen aquesta orientació. El 1870, es casa amb Mathilde Mauté, a qui acabava de dedicar La Bonne Chanson.
L'any següent, Verlaine pren part a favor de la Comuna de París, reprimida en un bany de sang per part del govern d'Adolphe Thiers. El poeta abandona la ciutat amb la seva dona per por de les represàlies. Poc temps després del retorn a París, quan la jove parella viu a casa dels pares de Mathilde, Arthur Rimbaud apareix en la seva vida i la trasbalsa. Verlaine abandona la seva muller i se'n va a Anglaterra i Bèlgica en companyia del jove poeta. Durant aquests viatges, escriu gran part del recull Romances sans paroles. El 1873, durant una disputa al mig del carrer a Brussel·les, fereix Rimbaud d'un tret de revòlver i es veu condemnat a dos anys de presó, que compleix a Brussel·les i a Mons. Durant l'estada a la presó, on elabora la matèria d'un recull que no veurà mai la llum (Cellulairement), la seva dona n'obté la separació (després d'un procediment iniciat el 1871). A la presó, es converteix al catolicisme, l'endemà d'una nit mística. A aquesta conversió, probablement, es deu l'abandó de Cellulairement i la idea d'un recull Sagesse, que, amb Jadis et Naguère (1884) i Parallèlement (1888), aprofitarà una bona part dels poemes del recull avortat. En sortir del captiveri, torna a Anglaterra i després a Rethel, on exerceix el càrrec de professor.
L'any 1883, publica a la revista Lutèce la primera sèrie dels «poetes maleïts» (Stéphane Mallarmé, Tristan Corbière, Arthur Rimbaud), que contribueix a fer-lo famós. Juntament amb Mallarmé, els poetes del simbolisme i els decadentistes el tracten com un mestre i precursor. El 1884, publica Jadis et Naguère, que marca el seu retorn al primer pla literari, encara que el recull estigui bàsicament format per peces anteriors al 1874. Aquell mateix any, À Rebours de J.-K. Huysmans li reserva un espai destacat en el panteó literari de Jean de Floressas Des Esseintes. El 1885, en Déliquescences d'Adoré Floupette de Gabriel Vicaire i Henri Beauclair, se'l consagra oficiosament com a cap de l'escola decadentista. El 1886, col·labora amb la Revue contemporaine d'Édouard Rod. A partir del 1887, mentre creix el seu prestigi, s'enfonsa en la més absoluta misèria. Les produccions literàries dels seus darrers anys resulten purament comercials. En aquesta època, divideix el temps entre el bar i l'hospital. El 1894, és coronat «príncep dels poetes» i se li concedeix una pensió. Envellit prematurament, mor el 1896, a París (a l'edat de 52 anys). L'endemà de l'enterrament, diversos diaris comenten un esdeveniment curiós: durant la nit següent al funeral, l'estàtua de la Poesia, al frontó de l'Opéra Garnier de París, va perdre un braç, que es va estavellar, amb la lira que sostenia, a l'indret per on acabava de passar el taüt de Verlaine.
La tradició consagra Verlaine com el poeta de les impressions indecises, que somia una poesia com un cant discret i dolç. Per a l'anàlisi de la seva obra, se sol partir de l'Art poétique que va escriure el 1874 i publicar el 1882. Aquest llibre sembla un resum de la teoria del simbolisme, moviment en vigor des de feia deu anys. L'obra de Verlaine és, en general, complexa. La seva vida s'escindeix entre el somni i l'acció, entre la marginalitat i la vel·leïtat burgesa. En el seu darrer poema (titulat "Mort!") verbalitza per darrera vegada aquesta divisió:
Armes, vibrez ! mains admirables, prenez-les,
Mains scélérates à défauts des admirables!
Prenez-les donc et faites signe aux En-allés
Dans les fables plus incertaines que les sables.
Tirez du rêve notre exode, voulez-vous?
Nous mourrons d'être ainsi languides, presque infâmes!
Armes, parlez! Vos ordres vont être pour nous
La vie enfin fleurie au bout, s'il faut, des lames.
En català ha estat traduït, entre d'altres, per Xavier Benguerel, Miquel Forteza i Marià Villangómez.

## Obres

### Poemes
- Poemes saturnians (1866)
- Els amics (1867)
- Festes galants (1869)
- La Bona cançó (1870)
- Romances sense paraules (1874)
- Saviesa (1880)
- Antany i casolà  (1884)
- Amor (1888)
- À Louis II de Bavière (1888)
- Paral·lelament (1889)
- Dedicatòries (1890)
- Dones (1890)
- Homes (1891)
- Sensatesa (1891)
- Cançó per a elles (1891)
- Litúrgies íntimes (1892)
- Elegies (1893)
- Odes en son honor (1893)
- En els limbs (1894)
- Epigrames (1894)
- Ca (1896)
- Invectives (1896)
- Biblio-sonets (1913)
- Obres oblidades (1926–1929).

### Prosa
- Els poetes maleïts (1884)
- Louise Leclercq (1886)
- Memòries d'un vidu (1886)
- Mos hospitals (1891)
- Mes presons  (1893)
- Quinze dies a Holanda  (1893)
- Vint-i-set biografies de poetes i literats
- Confessions (1895)
- Romances sense paraules
- Carceràriament

## El Dia D
En preparació per a l'Operació Overlord, la BBC va assenyalar a la resistència francesa que les primeres línies del poema "Chanson d'automne" de Verlaine indicarien l'inici de les operacions del dia D. Les tres primeres línies del poema, "Les Sanglots longs / Des violons / De l'automne" ("Llargs sanglots dels violins de la tardor"), significaven que l'Operació Overlord començaria en dues setmanes. Van ser difoses l'1 de juny del 1944. El següent conjunt de línies, "Blessent mon coeur / D'une langueur / Monotone" ("Fereix el meu cor amb un monòton llanguiment"), volia dir que començaria en 48 hores i que la resistència havia de començar operacions de sabotatge, especialment en el sistema ferroviari francès; aquestes línies es van emetre el 5 de juny a les 23:15.